# Milan-Turin 2012
La 93e édition de Milan-Turin a eu lieu le 26 septembre 2012. Elle a été remportée en solitaire par l'Espagnol Alberto Contador (Saxo Bank-Tinkoff Bank) 15 secondes devant l'Italien Diego Ulissi (Lampre-ISD) et 24 secondes sur le Suédois Fredrik Kessiakoff (Astana).
L'épreuve, qui ne s'est pas disputée depuis l’édition 2007, fait partie de l'UCI Europe Tour 2012 en catégorie 1.HC.

## Présentation

### Équipes
Classé en catégorie 1.HC de l'UCI Europe Tour, Milan-Turin est par conséquent ouvert aux UCI ProTeams dans la limite de 70 % des équipes participantes, aux équipes continentales professionnelles, aux équipes continentales italiennes et à une équipe nationale italienne.
18 équipes participent à ce Milan-Turin : 10 ProTeams, 7 équipes continentales professionnelles et 1 équipe continentale :
| Nom de l'équipe         | Pays       | Code |
| ----------------------- | ---------- | ---- |
| AG2R La Mondiale        | France     | ALM  |
| Astana                  | Kazakhstan | AST  |
| FDJ-BigMat              | France     | FDJ  |
| Garmin-Sharp            | États-Unis | GRS  |
| Katusha                 | Russie     | KAT  |
| Lampre-ISD              | Italie     | LAM  |
| Liquigas-Cannondale     | Italie     | LIQ  |
| Omega Pharma-Quick Step | Belgique   | OPQ  |
| RadioShack-Nissan       | Luxembourg | RNT  |
| Saxo Bank-Tinkoff Bank  | Danemark   | STB  |

| Nom de l'équipe              | Pays        | Code |
| ---------------------------- | ----------- | ---- |
| Acqua & Sapone               | Italie      | ASA  |
| Androni Giocattoli-Venezuela | Italie      | AND  |
| Argos-Shimano                | Pays-Bas    | ARG  |
| Colnago-CSF Inox             | Irlande     | COG  |
| Colombia-Coldeportes         | Colombie    | COL  |
| Farnese Vini-Selle Italia    | Royaume-Uni | FAR  |
| Utensilnord Named            | Irlande     | UNA  |

| Nom de l'équipe | Pays   | Code |
| --------------- | ------ | ---- |
| Idea            | Italie | IDE  |

## Classement final
|    | Coureur              | Pays     | Équipe                       |    | Temps           |
| -- | -------------------- | -------- | ---------------------------- | -- | --------------- |
| 1  | Alberto Contador     | Espagne  | Saxo Bank-Tinkoff Bank       | en | 4 h 32 min 12 s |
| 2  | Diego Ulissi         | Italie   | Lampre-ISD                   | +  | 15 s            |
| 3  | Fredrik Kessiakoff   | Suède    | Astana                       |    | 24 s            |
| 4  | Joaquim Rodríguez    | Espagne  | Katusha                      |    | 36 s            |
| 5  | Carlos Betancur      | Colombie | Acqua & SaponeD              |    | 36 s            |
| 6  | Fabio Taborre        | Italie   | Acqua & Sapone               |    | 43 s            |
| 7  | Domenico Pozzovivo   | Italie   | Colnago-CSF Inox             |    | 45 s            |
| 8  | Chris Anker Sørensen | Danemark | Saxo Bank-Tinkoff Bank       |    | 46 s            |
| 9  | Vincenzo Nibali      | Italie   | Liquigas-Cannondale          |    | 48 s            |
| 10 | Franco Pellizotti    | Italie   | Androni Giocattoli-Venezuela |    | 53 s            |

## Liste des participants
- Liste de départ complète